# Lajos Kovács
Lajos Nemes Kovács (ur. 27 kwietnia 1894 w Budapeszcie, zm. 1 października 1973) – węgierski piłkarz, a także trener.

## Kariera klubowa
W trakcie kariery Kovács występował w węgierskich drużynach MTK, VII. kerületi SC oraz Kecskeméti TE, a także we włoskiej Novarze.

## Kariera reprezentacyjna
W reprezentacji Węgier Kovács zadebiutował 14 maja 1922 w wygranym 3:0 towarzyskim meczu z Polską. W drużynie narodowej rozegrał potem jeszcze jedno spotkanie, 15 czerwca 1922 przeciwko Szwajcarii (1:1).

## Kariera trenerska
W swojej karierze trenerskiej Kovács prowadził niemiecki VfB Stuttgart, a także włoskie drużyny Padova, AS Roma, Bologna FC, Triestina, Alessandria oraz Cagliari Calcio.